# Larissa Brytchiova
Larissa Igorevna Brytchiva (en russe : Лариса Игоревна Брычёва), née le 26 mai 1957 à Moscou, est une avocate, haut fonctionnaire, femme politique et avocat russe. Elle est conseillère du président de la fédération de Russie Vladimir Poutine, au sein de l'administration présidentielle.
Elle a le grade civil de conseiller d'État effectif de la fédération de Russie de 1re classe.

## Biographie
Larissa Brytchiova est diplômée de la faculté de droit de l'université d'État de Moscou en 1981 et de l'Institut de l'État et du droit de l'Académie des sciences de l'URSS en 1985.
Elle commence à travailler en 1974, à la cour d'arbitrage d'État de Moscou et comme conseiller juridique d'entreprises et d'autres personnes morales.
En 1985, elle soutient sa thèse de candidat en sciences juridiques, sur le thème de la responsabilité civile dans les services.
De 1985 à 1987 elle est chercheuse à l'Institut de l'État et du droit de l'Académie des sciences de l'URSS.
De 1987 à 1992, elle est responsable de rubrique, puis rédactrice en chef adjointe au journal L'État soviétique et le droit («Советское государство и право»).
De 1992 à 1993 elle est responsable et spécialiste en chef du comité de la législation du Soviet suprême de la fédération de Russie et responsable de secteur à la commission de la réforme économique du conseil de la réforme économique du Conseil suprême de la fédération de Russie.
Entre 1993 et 1999, elle occupe différents emplois dans l'administration fédérale : directrice au sein de l'administration du président de la fédération de Russie, cheffe des services du représentant plénipotentiaire du Président de la Fédération de Russie auprès de l'Assemblée Fédérale (ru), et directrice adjointe de la direction générale de l'État et du droit au sein des services présidentiels.
Elle est nommée à la tête de la direction générale de l'État et du droit en 1999 et est depuis 2004 conseillère du chef de l'État. Elle est reconduite dans ces fonctions en juin 2018.
En septembre 2018, elle est classée en 43e position dans la liste des 100 personnalités politiques les plus influentes par le journal Nezavissimaïa Gazeta, et en 5e position des 9 femmes classées dans cette liste.

## Distinctions
Larissa Brytchiova a été distinguée comme juriste émérite de la Russie (ru), et est chevalière de l'ordre du Mérite pour la Patrie» (II et IVe degrés).